# Конвой № 8031
Конвой № 8031 — японський конвой часів Другої світової війни, проведення якого відбувалось у січні 1944 року.
Вихідним пунктом конвою був Палау на заході Каролінських островів — важливий транспортний хаб, куди, зокрема, ходили з нафтовидобувних районів Індонезії. Пунктом призначення став атол Трук (Чуук) у центральній частині Каролінських островів, де до лютого 1944 року була головна база японського ВМФ у Океанії та транспортний хаб, що забезпечував постачання Рабаула (головна передова база в архіпелазі Бісмарка, з якої провадились операції на Соломонових островах та сході Нової Гвінеї) та Східної Мікронезії.
До складу конвою увійшов лише один танкер «Огура-Мару № 3» (Ogura Maru No. 3), тоді як охорону забезпечували одразу три мисливці за підводними човнами — CH-24, CH-33 та CH-39.
Загін вийшов із бази 3 січня 1944 року. На підходах до Палау та Труку традиційно діяли американські підводні човни, втім, цього разу перехід пройшов без інцидентів і 9 січня конвой № 8031 успішно прибув на Трук.